# Dan Hill
Dan Hill, eg. Daniel Hill Jr., född 3 juni 1954 i Toronto, Ontario, är en kanadensisk popsångare och låtskrivare. Hans föräldrar kom från USA. Han hade en stor hit 1977 med balladen "Sometimes When We Touch".